# FIVB World Tour Finals de 2023
FIVB World Tour Finals de 2023 foi a 8ª edição da competição que reuniu as melhores duplas do Circuito Mundial de Vôlei de Praia, em ambos os gêneros, realizada no período entre 6 a 9 de dezembro de 2023 na cidade de Doha.

## Fórmula de disputa
A competição reuniu 10 duplas por gênero, destas, oito equipes qualificadas através do Ranking Mundial após o Elite 16 de João Pessoa, Brasil, acrescidas de duas duplas convidadas. Em cada naipe foram distribuídas proporcionalmente em dois grupos, A e B, onde todos se enfrentam, a dupla primeira colocada de cada grupo avançou diretamente às semifinais, já as segundas e terceiras colocadas de cada grupo, se enfrentaram na fase eliminatória, em sistema de eliminação simples (quartas de final), os vencedores, enfrentam os outros semifinalistas. Os vencedores da fase semifinal disputaram a final e os perdedores definiram o terceiro posto.

## Local dos jogos
| Doha, Catar |
| ----------- |
| Aspire Park |
|             |
| Capacidade: |

## Campeões
| Evento            | Ouro                                     | Prata                                  | Bronze                                 |
| Torneio masculino | SuéciaDavid Åhman · Jonatan Hellvig      | NoruegaAnders Mol · Christian Sørum    | BrasilGeorge Wanderley · André Stein   |
| Torneio feminino  | Estados UnidosKristen Nuss · Taryn Kloth | AlemanhaSvenja Müller · Cinja Tillmann | BrasilAna Patrícia Ramos · Duda Lisboa |

## Torneio Masculino

### Participantes
| Pos. | Dupla                             | Qualificação    |
| ---- | --------------------------------- | --------------- |
| 1    | Cherif Younousse – Ahmed Tijan    | Ranking+Índices |
| 2    | Anders Mol – Christian Sørum      | Ranking+Índices |
| 3    | David Åhman–Jonatan Hellvig       | Ranking+Índices |
| 4    | Ondřej Perušič – David Schweiner  | Ranking+Índices |
| 5    | Miles Partain–Andrew Benesh       | Ranking+Índices |
| 6    | Adrian Carambula – Alex Ranghieri | Convite         |
| 7    | Nils Ehlers–Clemens Wickler       | Convite         |
| 8    | Paolo Nicolai – Samuele Cottafava | Ranking+Índices |
| 9    | George Wanderley – André Stein    | Ranking+Índices |
| 10   | Michał Bryl – Bartosz Łosiak      | Ranking+Índices |

### Fase classificatória
|  | Qualificados para a semifinal (primeira colocação)                  |
|  | Qualificados para as quartas de final (segunda e terceira posições) |
|  | Eliminados                                                          |

#### Grupo A
|     |                   |     | Jogos | Jogos | Jogos | Sets | Sets | Sets  | Pontos | Pontos | Pontos |
| Pos | Equipe            | Pts | T     | V     | D     | V    | P    | R     | V      | P      | R      |
| --- | ----------------- | --- | ----- | ----- | ----- | ---- | ---- | ----- | ------ | ------ | ------ |
| 1   | Cherif–Tijan      | 8   | 4     | 4     | 0     | 8    | 3    | 2.667 | 198    | 200    | 0.990  |
| 2   | Nicolai–Cottafava | 6   | 4     | 2     | 2     | 5    | 4    | 1.250 | 176    | 159    | 1.107  |
| 3   | Perušič–Schweiner | 6   | 4     | 2     | 2     | 5    | 5    | 1.000 | 173    | 166    | 1.042  |
| 4   | Bryl–Łosiak       | 6   | 4     | 2     | 2     | 5    | 5    | 1.000 | 164    | 179    | 0.916  |
| 5   | Partain–Benesh    | 4   | 4     | 0     | 4     | 2    | 8    | 0.250 | 176    | 199    | 0.884  |

| 6 dez | 09:00 | Perušič–Schweiner | 0-2 | Nicolai–Cottafava | 18-21, 20-22        | Relatório |
| 6 dez | 09:00 | Cherif–Tijan      | 2-1 | Bryl–Łosiak       | 14-21, 22-20, 16-14 | Relatório |
| 6 dez | 14:00 | Perušič–Schweiner | 2-1 | Partain–Benesh    | 26-24, 17-21, 15-12 | Relatório |
| 6 dez | 14:00 | Cherif–Tijan      | 2-0 | Nicolai–Cottafava | 21-19, 21-19        | Relatório |
| 7 dez | 09:00 | Bryl–Łosiak       | 2-0 | Partain–Benesh    | 21-19, 21-13        | Relatório |
| 7 dez | 09:00 | Cherif–Tijan      | 2-1 | Perušič–Schweiner | 11-21, 21-19, 15-11 | Relatório |
| 7 dez | 14:00 | Cherif–Tijan      | 2-1 | Partain–Benesh    | 16-21, 21-17, 20-18 | Relatório |
| 7 dez | 14:00 | Bryl–Łosiak       | 2-1 | Nicolai–Cottafava | 12-21, 21-19, 15-13 | Relatório |
| 8 dez | 10:00 | Partain–Benesh    | 0-2 | Nicolai–Cottafava | 17-21, 14-21        | Relatório |
| 8 dez | 10:00 | Perušič–Schweiner | 2-0 | Bryl–Łosiak       | 21-17, 21-2         | Relatório |

#### Grupo B
|     |                     |     | Jogos | Jogos | Jogos | Sets | Sets | Sets  | Pontos | Pontos | Pontos |
| Pos | Equipe              | Pts | T     | V     | D     | V    | P    | R     | V      | P      | R      |
| --- | ------------------- | --- | ----- | ----- | ----- | ---- | ---- | ----- | ------ | ------ | ------ |
| 1   | Mol–Sørum           | 8   | 4     | 4     | 0     | 8    | 2    | 4.000 | 192    | 162    | 1.185  |
| 2   | Åhman–Hellvig       | 7   | 4     | 3     | 1     | 6    | 2    | 3.000 | 159    | 146    | 1.089  |
| 3   | George–André        | 6   | 4     | 2     | 2     | 5    | 4    | 1.250 | 162    | 165    | 0.982  |
| 4   | Ehlers–Wickler      | 5   | 4     | 1     | 3     | 3    | 6    | 0.500 | 163    | 163    | 1.000  |
| 5   | Carambula–Ranghieri | 4   | 4     | 0     | 4     | 0    | 8    | 0.000 | 130    | 170    | 0.765  |

| 6 dez | 10:00 | Åhman–Hellvig       | 2-0 | Ehlers–Wickler      | 22-20, 21-19        | Relatório |
| 6 dez | 10:00 | Mol–Sørum           | 2-1 | George–André        | 21-14, 19-21, 15-9  | Relatório |
| 6 dez | 15:00 | Mol–Sørum           | 2-1 | Ehlers–Wickler      | 16-21, 21-18, 15-12 | Relatório |
| 6 dez | 15:00 | Åhman–Hellvig       | 2-0 | Carambula–Ranghieri | 21-18, 21-14        | Relatório |
| 7 dez | 10:00 | George – André      | 2-0 | Carambula–Ranghieri | 21-17, 22-20        | Relatório |
| 7 dez | 10:00 | Mol–Sørum           | 2-0 | Åhman–Hellvig       | 21-16, 21-16        | Relatório |
| 7 dez | 15:00 | Mol–Sørum           | 2-0 | Carambula–Ranghieri | 21-15, 22-20        | Relatório |
| 7 dez | 15:00 | George–André        | 2-0 | Ehlers–Wickler      | 21-15, 21-16        | Relatório |
| 8 dez | 11:00 | Carambula–Ranghieri | 0-2 | Ehlers–Wickler      | 13-21, 13-21        | Relatório |
| 8 dez | 11:00 | Åhman–Hellvig       | 2-0 | George–André        | 21-16, 21-17        | Relatório |

## Fase eliminatória

### Quartas de final
| 8 dez | 18:00 | Perušič–Schweiner | 0-2 | Åhman–Hellvig | 0-21, 0-21   | Relatório |
| 8 dez | 19:00 | Nicolai–Cottafava | 0-2 | George–André  | 18-21, 19-21 | Relatório |

### Semifinais
| 9 dez | 12:00 | Cherif–Tijan | 1-2 | Åhman–Hellvig | 21-12, 18-21, 11-15 | Relatório |
| 9 dez | 13:00 | George–André | 1-2 | Mol–Sørum     | 19-21, 21-17, 15-17 | Relatório |

### Terceiro lugar
| 9 dez | 16:00 | Cherif–Tijan | 0-2 | George–André | 17-21, 17-21 | Relatório |

### Final
| 9 dez | 18:00 | Åhman–Hellvig | 2-0 | Mol–Sørum | 21-16, 21-17 | Relatório |

## Classificação final
| Posição             | Equipe        | Pontuação   | Prêmio       |
| ------------------- | ------------- | ----------- | ------------ |
| Medalha de ouro     | Åhman–Hellvig | 0           | $ 150,000.00 |
| Medalha de prata    | Mol–Sørum     | 0           | $ 80,000.00  |
| Medalha de bronze   | George–André  | 0           | $ 50,000.00  |
| 4                   | Cherif–Tijan  | 0           | $ 35,000.00  |
| 5                   |               |             |              |
| Perušič–Schweiner   | 0             | $ 20,000.00 |              |
| Nicolai–Cottafava   | 0             | $ 20,000.00 |              |
| 7                   |               |             |              |
| Ehlers–Wickler      | 0             | $ 15,000.00 |              |
| Bryl–Łosiak         | 0             | $ 15,000.00 |              |
| 9                   |               |             |              |
| Carambula–Ranghieri | 0             | $ 7,500.00  |              |
| Partain–Benesh      | 0             | $ 7,500.00  |              |

## Torneio Feminino

### Participantes
| Pos. | Dupla                                      | Qualificação    |
| ---- | ------------------------------------------ | --------------- |
| 1    | Ana Patrícia Ramos – Duda Lisboa           | Ranking+Índices |
| 2    | Kristen Nuss – Taryn Kloth                 | Ranking+Índices |
| 3    | Taliqua Clancy – Mariafe Artacho del Solar | Ranking+Índices |
| 4    | Sara Hughes – Kelly Cheng                  | Ranking+Índices |
| 5    | Melissa Humana-Paredes – Brandie Wilkerson | Ranking+Índices |
| 6    | Katja Stam – Raïsa Schoon                  | Ranking+Índices |
| 7    | Tanja Hüberli – Nina Brunner               | Ranking+Índices |
| 8    | Cinja Tillmann – Svenja Müller             | Ranking+Índices |
| 9    | Tainá Bigi–Victória Tosta                  | Convite         |
| 10   | Tīna Graudiņa – Anastasija Samoilova       | Convite         |

### Fase classificatória
|  | Qualificados para a semifinal (primeira colocação)                  |
|  | Qualificados para as quartas de final (segunda e terceira posições) |
|  | Eliminados                                                          |

#### Grupo A
|     |                    |     | Jogos | Jogos | Jogos | Sets | Sets | Sets  | Pontos | Pontos | Pontos |
| Pos | Equipe             | Pts | T     | V     | D     | V    | P    | R     | V      | P      | R      |
| --- | ------------------ | --- | ----- | ----- | ----- | ---- | ---- | ----- | ------ | ------ | ------ |
| 1   | Ana Patrícia–Duda  | 8   | 4     | 4     | 0     | 8    | 2    | 4.000 | 188    | 166    | 1.133  |
| 2   | Melissa–Brandie    | 7   | 4     | 3     | 1     | 7    | 4    | 1.750 | 201    | 184    | 1.092  |
| 3   | Tillmann–Müller    | 6   | 4     | 2     | 2     | 5    | 6    | 0.833 | 193    | 193    | 1.000  |
| 4   | Graudiņa–Samoilova | 5   | 4     | 1     | 3     | 5    | 6    | 0.833 | 172    | 189    | 0.910  |
| 5   | Hughes–Cheng       | 4   | 4     | 0     | 4     | 1    | 8    | 0.125 | 160    | 182    | 0.879  |

| 6 dez | 07:00 | Hughes–Cheng       | 1-2 | Tillmann–Müller    | 21-17, 20-22, 13-15 | Relatório |
| 6 dez | 07:00 | Ana Patrícia–Duda  | 2-1 | Graudiņa–Samoilova | 21-13, 12-21, 15-9  | Relatório |
| 6 dez | 12:00 | Hughes–Cheng       | 0-2 | Melissa–Brandie    | 21-23, 16-21        | Relatório |
| 6 dez | 12:00 | Ana Patrícia–Duda  | 2-0 | Tillmann–Müller    | 21-16, 24-22        | Relatório |
| 7 dez | 07:00 | Graudiņa–Samoilova | 1-2 | Melissa–Brandie    | 14-21, 21-16, 10-15 | Relatório |
| 7 dez | 07:00 | Ana Patrícia–Duda  | 2-0 | Hughes–Cheng       | 21-13, 21-19        | Relatório |
| 7 dez | 12:00 | Ana Patrícia–Duda  | 2-1 | Melissa–Brandie    | 21-17, 15-21, 17-15 | Relatório |
| 7 dez | 12:00 | Graudiņa–Samoilova | 1-2 | Tillmann–Müller    | 21-16, 15-21, 6-15  | Relatório |
| 8 dez | 08:00 | Melissa–Brandie    | 2-1 | Tillmann–Müller    | 21-18, 16-21, 15-10 | Relatório |
| 8 dez | 08:00 | Hughes–Cheng       | 0-2 | Graudiņa–Samoilova | 19-21, 18-21        | Relatório |

#### Grupo B
|     |                 |     | Jogos | Jogos | Jogos | Sets | Sets | Sets  | Pontos | Pontos | Pontos |
| Pos | Equipe          | Pts | T     | V     | D     | V    | P    | R     | V      | P      | R      |
| --- | --------------- | --- | ----- | ----- | ----- | ---- | ---- | ----- | ------ | ------ | ------ |
| 1   | Clancy–Mariafe  | 7   | 4     | 3     | 1     | 7    | 3    | 2.333 | 154    | 149    | 1.034  |
| 2   | Tainá–Victória  | 7   | 4     | 3     | 1     | 6    | 3    | 2.000 | 139    | 135    | 1.030  |
| 3   | Nuss–Kloth      | 6   | 4     | 2     | 2     | 4    | 4    | 1.000 | 113    | 115    | 0.983  |
| 4   | Stam–Schoon     | 6   | 4     | 2     | 2     | 5    | 4    | 1.250 | 120    | 127    | 0.945  |
| 5   | Hüberli–Brunner | 4   | 4     | 0     | 4     | 0    | 8    | 0.000 | 0      | 168    | 0.000  |

| 6 dez | 08:00 | Clancy – Mariafe | 2-0 | Hüberli–Brunner  | 21-0, 21-0          | Relatório |
| 6 dez | 08:00 | Nuss – Kloth     | 0-2 | Tainá–Victória   | 16-21, 18-21        | Relatório |
| 6 dez | 13:00 | Nuss – Kloth     | 2-0 | Hüberli–Brunner  | 21-0, 21-0          | Relatório |
| 6 dez | 13:00 | Clancy – Mariafe | 2-1 | Stam–Schoon      | 21-19, 16-21, 15-8  | Relatório |
| 7 dez | 08:00 | Tainá–Victória   | 0-2 | Stam–Schoon      | 15-21, 18-21        | Relatório |
| 7 dez | 08:00 | Nuss – Kloth     | 0-2 | Clancy – Mariafe | 20-22, 17-21        | Relatório |
| 7 dez | 13:00 | Nuss – Kloth     | 2-0 | Stam–Schoon      | 21-15, 21-15        | Relatório |
| 7 dez | 13:00 | Tainá–Victória   | 2-0 | Hüberli–Brunner  | 21-0, 21-0          | Relatório |
| 8 dez | 09:00 | Stam–Schoon      | 2-0 | Hüberli–Brunner  | 21-0, 21-0          | Relatório |
| 8 dez | 09:00 | Clancy – Mariafe | 1-2 | Tainá–Victória   | 15-21, 21-18, 23-25 | Relatório |

## Fase eliminatória

### Quartas de final
| 8 dez | 16:00 | Tillmann–Müller | 2-1 | Tainá–Victória | 18-21, 21-14, 15-9 | Relatório |
| 8 dez | 17:00 | Melissa–Brandie | 0-2 | Nuss – Kloth   | 17-21, 14-21       | Relatório |

### Semifinais
| 9 dez | 10:00 | Ana Patrícia–Duda | 1-2 | Tillmann–Müller | 18-21, 21-17, 15-17 | Relatório |
| 9 dez | 11:00 | Nuss – Kloth      | 2-0 | Clancy–Mariafe  | 21-19, 21-13        | Relatório |

### Terceiro lugar
| 9 dez | 15:00 | Ana Patrícia–Duda | 2-1 | Clancy–Mariafe | 21-13, 18-21, 15-12 | Relatório |

### Final
| 9 dez | 12:00 | Tillmann–Müller | 0-2 | Nuss – Kloth | 17-21, 14-21 | Relatório |

## Classificação final
| Posição            | Equipe            | Pontuação   | Prêmio       |
| ------------------ | ----------------- | ----------- | ------------ |
| Medalha de ouro    | Nuss – Kloth      | 0           | $ 150,000.00 |
| Medalha de prata   | Tillmann–Müller   | 0           | $ 80,000.00  |
| Medalha de bronze  | Ana Patrícia–Duda | 0           | $ 50,000.00  |
| 4                  | Clancy–Mariafe    | 0           | $ 35,000.00  |
| 5                  |                   |             |              |
| Tainá–Victória     | 0                 | $ 20,000.00 |              |
| Melissa–Brandie    | 0                 | $ 20,000.00 |              |
| 7                  |                   |             |              |
| Stam–Schoon        | 0                 | $ 15,000.00 |              |
| Graudiņa–Samoilova | 0                 | $ 15,000.00 |              |
| 9                  |                   |             |              |
| Hüberli–Brunner    | 0                 | $ 7,500.00  |              |
| Hughes–Cheng       | 0                 | $ 7,500.00  |              |